# Wincenty Grętkiewicz
Wincenty Grętkiewicz (ur. 24 marca 1898 w Koninie, zm. 29 października 1984 we Wrocławiu) – polski działacz społeczny i samorządowy, burmistrz Konina, polityk, poseł na Sejm w II RP.

## Życiorys
Syn Juliana i Heleny Grętkiewiczów. Był mężem Apolonii z d. Polakowska. Ukończył szkołę elementarną i 7-klasową Szkołę Handlową w Kaliszu oraz gimnazjum we Włocławku (zdając maturę w 1918). Studiował na Wydziale Prawa Uniwersytetu Warszawskiego, a potem na Uniwersytecie Poznańskim (bez zdawania egzaminów końcowych).
Wiosną 1915 razem z kolegami ze szkoły handlowej założył męską drużynę skautów, której został pierwszym zastępowym. Od 1916 działał w POW we Włocławku i Koninie (gdzie w 1918 był komendantem). Ukończył kurs Szkoły Podchorążych. Uczestniczył w akcji rozbrajania wojsk niemieckich. Od listopada 1918 walczył ochotniczo w WP: w stopniu sierżanta w 29 pułku Strzelców Kaniowskich, od grudnia 1918 pracował w Dowództwie Służby Wywiadowczej przy Sztabie Ziemi Kaliskiej, od stycznia 1919 znów był sierżantem sztabowym w swoim pułku, z którym do stycznia 1920 walczył na Ukrainie, od kwietnia 1920 służył w Ekspozyturze Oddziału II Sztabu w Koninie. Od lipca do grudnia 1920 był słuchaczem Szkoły Podchorążych w Bydgoszczy, w grudniu tego roku został bezterminowo urlopowany, a w marcu 1921 został przeniesiony do rezerwy w stopniu podporucznika.
Od 1924 pracował kolejno jako sekretarz Wydziału Powiatowego w Słupcy, od 1932 jako inspektor samorządu gminnego w Pułtusku. W latach 1934–1939 był burmistrzem Konina. W tym czasie był także wiceprezesem Zarządu Mechanicznej Mleczarni Spółdzielczej, Prezesem Zarządu Stowarzyszenia Przyjaciół Szkoły Średniej w Koninie, wiceprezesem Komitetu Budowy Gimnazjum, pełnił funkcję prezesa Rady Powiatowej BBWR, a następnie stanął na czele Obozu Zjednoczenia Narodowego w Koninie.
W czasie wyborów w 1935 został wybrany 40 271 głosami z listy państwowej w okręgu nr 19 obejmującym powiaty: kolski i koniński. W IV kadencji pracował w komisji prawniczej.
W czasie II wojny światowej został aresztowany przez Gestapo i przewieziony do Ostrowca Świętokrzyskiego w Generalnym Gubernatorstwie. Po wojnie pracował w Okręgowym Urzędzie Likwidacyjnym we Wrocławiu, następnie w Narodowym Banku Polskim.

## Upamiętnienie
W ramach programu „Patriotyzm jutra”, finansowanego z funduszy Muzeum Historii Polski w Warszawie w 2019 powstał film dok. Wspomnienie - pamiętnik Wincentego Grętkiewicza w reż. Andrzeja Mosia.

## Odznaczenia
- Srebrny Krzyż Zasługi (9 listopada 1929)[4],
- Krzyż Niepodległości (9 listopada 1931)[5],
- Medal 10-lecia Polski Ludowej (6 kwietnia 1955)[6].

## Życie prywatne
Był synem Juliana i Heleny z domu Raczkowskiej. Ożenił się z Apolonią Polakowską.